# Autoantònim
Un autoantònim o paraula de Janus (del déu romà de dues cares) és un mot que té dues accepcions amb significats contraris. L'autoantonímia és un tret que presenten algunes paraules polisèmiques.

## Exemples
En català podem trobar diversos exemples de paraules autoantònimes:
- Llogar pot significar donar a lloguer o prendre a lloguer.
- Hoste pot significar persona allotjada o persona que allotja.
- Combregar pot significar administrar el sagrament o rebre el sagrament.
- Sanció pot significar autorització o càstig.
- Nimi pot significar excessiu o insignificant.
- Crac pot significar persona de poca vàlua o persona que destaca.
- Conjurar pot significar obligar un ens a aparèixer o allunyar.

També hi ha exemples de verbs que la seva forma activa i passiva són autoantònimes:
- Vèncer i ser vençut.
- Incloure i ser inclòs.
- Corregir i ser corregit.